# Tabanus indiscriminatus
Tabanus indiscriminatus är en tvåvingeart som beskrevs av Ricardo 1915. Tabanus indiscriminatus ingår i släktet Tabanus och familjen bromsar.
Artens utbredningsområde är Sri Lanka. Inga underarter finns listade i Catalogue of Life.